# レイチェル・ビルソン
レイチェル・サラ・ビルソン（Rachel Sarah Bilson、1981年8月25日 - ）は、アメリカ合衆国の女優。

## 来歴

### 生い立ち
カリフォルニア州ロサンゼルス出身。父親のダニー・ビルソンはユダヤ系の作家及び監督、母親のジャニス（旧姓スタンゴ）はイタリア系のセックス・セラピスト。曾祖父のジョージ・ビルソンはイングランド、リーズ生まれで、RKOの元社員。祖父のブルース・ビルソンは『ナイトライダー』や『奥さまは魔女』を手掛けた監督だった。1997年に両親は離婚。
グロスモント大学に1年間のみ在籍。

### キャリア
いくつかのCM出演を経て、2003年にテレビドラマ『パパにはヒ・ミ・ツ』『バフィー 〜恋する十字架〜』などにゲスト出演する。同年放送開始のテレビドラマ『The O.C.』のサマー・ロバーツ役に抜擢される。当初はゲスト扱いだったが、反響が大きかった為レギュラーとなった。『The O.C.』のヒットによりブレイクし、2005年のティーン・チョイス・アワードでは3つの賞を受賞した。
2006年に『ラストキス』で長編映画デビュー。
2021年4月より、『The O.C.』を振り返るポッドキャスト「Welcome To The OC, Bitches!」をメリンダ・クラークと共にはじめた。

### 私生活
『The O.C.』の共演者である俳優アダム・ブロディとは、ドラマさながらに私生活でも交際していたが、2006年12月に破局 。
2007年から『ジャンパー』で共演したヘイデン・クリステンセンと交際、2008年12月に婚約。2010年8月に婚約解消。しかしその後復縁した。それ以降も交際は続いており、2014年10月29日に二人の間に第一子(女児)のブライアー・ローズ・クリステンセン(Briar Rose Christensen)が誕生した。2017年9月にクリステンセンと別れている。
2020年1月、交際中のビル・ヘイダーとゴールデングローブ授賞式に出席したが、同年7月に破局が報じられた。

### その他
身長は157cmとやや低め。
外見は実年齢よりもかなり若く見えるタイプであり、31歳の時に迷子の子供と間違えられたことがあるほど。
ファッショニスタであり、低い身長ながらもバランスの取れたスタイリストも顔負けのコーディネートをする。ヴィンテージ好きの母親やデザイナーズブランド好きの伯母等からの影響もあり、2歳の頃から自分で服を選ぶなど、子供の頃からファッションが好きだったと語っている。『The O.C.』で演じたサマーとはファッションスタイルは異なるとのこと。

## フィルモグラフィー

### 映画
| 年   | 邦題/原題                                               | 役名               | 備考 |
| ---- | ------------------------------------------------------- | ------------------ | ---- |
| 2006 | ラストキス The Last Kiss                                | キム               |      |
| 2008 | ジャンパー Jumper                                       | ミリー・ハリス     |      |
| 2009 | ニューヨーク、アイラブユー New York, I Love You         | モリー             |      |
| 2013 | 私にもできる! イケてる女の10(以上)のこと The To Do List | アンバー・クラーク |      |

### テレビ
| 年              | 邦題/原題                                                       | 役名             | 備考              |
| --------------- | --------------------------------------------------------------- | ---------------- | ----------------- |
| 2003            | パパにはヒ・ミ・ツ 8 Simple Rules                               | ジェニー         | 1エピソード       |
| 2003            | バフィー 〜恋する十字架〜 Buffy the Vampire Slayer              | コリーン         | 1エピソード       |
| 2003 - 2007     | The O.C.                                                        | サマー・ロバーツ | メインキャスト    |
| 2004            | ザット'70sショー That '70s Show                                 | クリスティ       | 1エピソード       |
| 2007            | CHUCK/チャック Chuck                                            | ルー・パロン     | 2エピソード       |
| 2010, 2013 2014 | ママと恋に落ちるまで How I Met Your Mother                      | シンディー       | 4エピソード       |
| 2011 - 2015     | ハート・オブ・ディクシー ドクターハートの診療日記 Hart of Dixie | ゾーイ・ハート   | 主演 76エピソード |
| 2012            | ゴシップガール Gossip Girl                                      | 本人             | 1エピソード       |